# Borbjerg Kirke
Borbjerg Kirke ligger i landsbyen Borbjerg, ca. 9 km NØ for Holstebro (Region Midtjylland). Indtil Kommunalreformen i 2007 lå den i Ringkøbing Amt, og indtil Kommunalreformen i 1970 i Hjerm Herred (Ringkøbing Amt)

## Bygning
Kor og skib er opført i romansk tid af granitkvadre over skråkantsokkel. Begge de oprindelige døre er bevaret med korsprydet tympanon, syddøren tilmuret, norddøren i brug. I korets østgavl og i skibets nordmur er bevaret oprindelige vinduer. Desuden ses flere vinduesoverliggere i kirkens murværk. I sengotisk tid fik kirken tilbygget to korsarme samt tårn og våbenhus, alt af genanvendte kvadre og mursten. Den sydlige korsarm har glat gavl, den nordre korsarm har tre tvilling-rundbuede blændinger.
Kor, korsarme og korsskæring har stjernehvælv, skibet har fladt bjælkeloft med dekorering fra 1913 af N.J. Termansen. Alterbordet er dækket af en forgyldt egetræsplade med udskæringer fra 1200-tallet, hvor de udskårne felter er udført som en efterligning af de såkaldte gyldne altre; i midten ses den tronende Kristus omgivet af evangelistsymbolerne, i de øvrige 24 felter ses apostle og scener fra Kristus historie.
Altertavlen er et snitværk fra begyndelsen af 1600-tallet med fire søjler, topstykke og små vinger, i topstykket ses tre figurer, som menes at stamme fra en sengotisk altertavle, i midten ses Maria med barn, flankeret af Sankt Georg og en biskop, i de nederste tre felter ses fem alabastrelieffer, som dateres til o. 1425 og menes at stamme fra Nottingham i England. Reliefferne fremstiller scener fra Sankt Georgs legende, yderst mod nord ses en stående Sankt Georg der dræber en drage, mod syd ses Mikael Dragedræber, i de øvrige felter ses Sankt Georg pines med knive (som Bartholomæus), Sankt Georg tvinges til at drikke et bæger med gift (som Johannes), Sankt Georg beder ved Apollontemplet, som bryder i brand, Maria iklæder Sankt Georg en rustning til kampen mod de vantro, Sankt Georg nedkæmper en ridder. På et tekstbånd har man tidligere kunnet læse årstallet 1473 ifølge en præsteindberetning. I Danmark ses Sankt Georg for det meste som ridderen, der redder prinsessen, der er fanget af en drage, dog kan man i Nibe Kirke og Broager Kirke se scener fra Sankt Georgs martyrium. Sankt Georg kaldes i Danmark Sankt Jørgen, som beskyttede mod spedalskhed, og spedalskhedshospitaler kaldtes Sankt Jørgensgårde. Sankt Georg var meget populær i England, hvor man bl.a. har Sankt Georgs-ordenen. I Den gyldne legende fra 1265 er nævnt en række mirakler omkring Sankt Georg. 
Bag alteret står en præstestol og en degnestol fra midten af 1600-tallet, i dørene ses gennembrudte relieffer. Prædikestolen med joniske søjler er fra o. 1625 og har evangelistmalerier fra 1913 i felterne. I kirken er ophængt et sydtysk krucifiks fra 1962, krucifikset er skåret i Oberammergau. I kirken er ophængt en mindetavle i barok over Anders Knudsen Borberg (død 1683).  Nederst ses to malerier; det venstre fremstiller Københavns havn på Christian 4.'s tid. Motivet til højre menes at være fransk, idet Anders Knudsen Borberg studerede i Frankrig. Tårnrummet rummer nu kirkens orgel, det har tidligere været indrettet som gravkapel, hvor der stod en sandstenssarkofag med de jordiske rester af kammerjunker Gert Diederich Levetzau (død1791).
Den romanske granitfont har glat kumme og fod med hjørnekløer.

## Sagnet
Ifølge sagnet boede der en trold under kirkebroen, og da Borbjerg Kirke skulle opføres, blev det, man havde bygget om dagen, revet ned igen om natten. Den skyldige - trolden - viste sig dog hjælpsom, mod at han skulle have den første brud, der kørte over broen. Denne aftale skal have afskrækket folk så meget, at man i stedet kørte den lange vej udenom søen for at komme til kirken.  En version af sagnet er blevet til teaterprojektet Troldens kærlighed med blandt andre elever fra Borbjerg Skole som medvirkende. 

## Eksterne kilder og henvisninger
- Wikimedia Commons har flere filer relateret til Borbjerg Kirke
- Borbjerg Kirke Arkiveret 31. januar 2011 hos  Wayback Machine på nordenskirker.dk
- Borbjerg Kirke på KortTilKirken.dk
- Borbjerg Kirke i bogværket Danmarks Kirker (udg. af Nationalmuseet)